# Monasterace
Monasterace é uma comuna italiana da região da Calábria, província de Reggio Calabria, com cerca de 3.357 habitantes. Estende-se por uma área de 15 km², tendo uma densidade populacional de 224 hab/km². Faz fronteira com Guardavalle (CZ), Stilo.

## Demografia
| Variação demográfica do município entre 1861 e 2011                               |
|                                                                                   |
| Fonte: Istituto Nazionale di Statistica (ISTAT) - Elaboração gráfica da Wikipedia |